# Eurhynchiella acanthophylla
Eurhynchiella acanthophylla är en bladmossart som beskrevs av Fleischer 1923. Eurhynchiella acanthophylla ingår i släktet Eurhynchiella och familjen Brachytheciaceae. Inga underarter finns listade i Catalogue of Life.